# 立方インチ
立方インチ（りっぽうインチ、Cubic inch）は、ヤード・ポンド法における体積の単位である。
1立方インチは、一辺1インチの立方体の体積と定義される。1インチが正確に25.4ミリメートルであるので、1立方インチは正確に16387.064立方ミリメートルに等しい。
なお、1 米国液量ガロンは、231 立方インチ、即ち、正確に 3.785 411 784 リットルに等しい。
1立方インチは以下に等しい。
- 16387.064 立方ミリメートル
- 16.387064 立方センチメートル
- 0.016387064 リットル
- 1.6387064 × 10−5 立方メートル
- 1⁄231 米液量ガロン = 約 4.329004329004 × 10−3 米液量ガロン
- 1⁄1 728 立方フィート = 約 5.787037 × 10−4 立方フィート
- 1⁄46 656 立方ヤード = 約 2.14335 × 10−5 立方ヤード
- 1⁄75 271 680 エーカー・フィート = 約 1.32852 × 10−8 エーカー・フィート

アメリカでは、エンジンの排気量はかつては立方インチで表していた。自動車エンジンについては1980年代に立方インチからリットルに切り換えられ、今日ではそれ以前に製造された自動車についてのみ立方インチが使われている。イギリスでは、当初からリットルまたは立方センチメートル (cc) のみを使用しているが、これはメートル法を使用している他のヨーロッパ諸国と取引する必要があったためと考えられる。